# Anton Webern
Anton Webern (Viena, 3 de dezembro de 1883 — Mittersill, Salzburgo, 15 de setembro de 1945) foi um compositor austríaco, pertencente à chamada Segunda Escola de Viena, liderada por Arnold Schönberg, cujo estilo e poética musical foi denominado de música dodecafônica, música expressionista ou música pontilhista. É conhecido e admirado entre os músicos pós-modernos pelas inovações rítmicas, timbrísticas e dinâmicas que formaram o estilo musical conhecido como serialismo.

## Biografia
Nascido Anton Friedrich Wilhelm von Webern, nunca usou seus nomes intermediários e descartou o von em 1918. Ingressou na Universidade de Viena em 1902. Estudou musicologia com Guido Adler e composição com Arnold Schönberg, escrevendo sua Passacaglia op. 1 como peça de graduação em 1908.
Schoenberg, Webern e Alban Berg, que Webern conheceu tempo depois, revolucionariam a música do século XX nas décadas seguintes com a produção dodecafônica.
Como maestro, passou por Bad Ischl, Teplitz, Danzigue, Estetino e Praga antes de voltar a Viena. Conduziu a Orquestra Sinfônica dos Trabalhadores de Viena entre 1922 e 1934.
Anton Webern morreu em Mittersill, Salzburgo, morto por um soldado norte-americano durante a invasão dos Aliados durante um incidente que envolveu o seu genro, suspeito de actividades de mercado negro.

## Obras

### Obras com número deopus
- Op. 1 – Passacaglia para orquestra (1908)
- Op. 2 – Entflieht auf Leichten Kähnen, para coral a cappella com texto de Stefan George (1908)
- Op. 3 – Cinco Lieder sobre Der Siebente Ring, para voz e piano (1907-08)
- Op. 4 – Cinco Canções com texto de Stefan George, para voz e piano (1908-09)
- Op. 5 – Cinco movimentos para quarteto de cordas (1909)
- Op. 6 – Seis peças para grande orquestra (1909-10, revisado em 1928)
- Op. 7 – Quatro peças para violino e piano (1910)
- Op. 8 – Duas Canções com texto de Rainer Maria Rilke, para voz e oito instrumentos (1910; segunda versão sem data, terceira versão 1921 com nova instrumentação, quarta versão revisada para publicação 1925)
- Op. 9 – Seis bagatelas para quarteto de cordas (1913)
- Op. 10 – Cinco peças para orquestra (1911-13)
- Op. 11 – Três pequenas peças para violoncelo e piano (1914)
- Op. 12 – Quatro Canções para voz e piano (1915-17)
- Op. 13 – Quatro Canções para voz e piano (1914-18)
- Op. 14 – Seis Canções para voz, clarinete, clarinete baixo, violino e violoncelo (1917-21)
- Op. 15 – Cinco Canções Sagradas para voz e pequena orquestra (1917-22)
- Op. 16 – Cinco cânons sobre textos em latim, para alto soprano, clarinete, e clarinete baixo (1923-24)
- Op. 17 – Três Rimas Tradicionais, para voz, violino (alternando com viola), clarinete e clarinete baixo (1924)
- Op. 18 – Três Canções para voz, clarinete em Mi bemol e violão (1925)
- Op. 19 – Duas Canções para coro misto, celesta, violão, violino, clarinete e clarinete baixo (1926)
- Op. 20 – Trio de cordas (1927)
- Op. 21 – Sinfonia (1928)
- Op. 22 – Quarteto para violino, clarinete, saxofone tenor e piano (1930)
- Op. 23 – Três canções sobre Viae inviae de Hildegard Jone, para voz e piano (1934)
- Op. 24 – Concerto para 9 instrumentos flauta, oboé, clarinete, trompa, trompete, trombone, piano, violino e viola (1934)
- Op. 25 – Três Canções sobre textos de Hildegard Jone, para voz e piano (1934-35)
- Op. 26 – Das Augenlicht, para coro misto e orquestra, sobre um texto de Hildegard Jone (1935)
- Op. 27 – Variações para piano (1936)
- Op. 28 – Quarteto de cordas (1937-38)
- Op. 29 – Cantata Nº 1, para soprano, coro misto e orquestra (1938-39)
- Op. 30 – Variações para orquestra (1940)
- Op. 31 – Cantata Nº 2, para soprano, baixo, coro e orquestra (1941-1943)

### Obras sem número de opus
- Duas Peças para violoncelo e piano (1899)
- Três Poemas, para voz e piano (1899-1902)
- Oito Primeiras Canções, para voz e piano (1901-1903)
- Três Canções, sobre poema de Ferdinand Avenarius (1903-1904)
- No Vento do Verão - ("Im Sommerwind"), para grande orquestra - sobre poema de Bruno Wille (1904)
- Movimento lento para quarteto de cordas (1905)
- Quarteto de Cordas (1905)
- Peça para piano (1906)
- Rondó para piano (1906)
- Rondó para quarteto de cordas (1906)
- Cinco Canções, sobre poema de Richard Dehmel (1906-1908)
- Quinteto de piano (1907)
- Quatro Canções, sobre poema de Stefan George (1908-1909)
- Cinco peças para orquestra (1913)
- Três Canções, para voz e orquestra (1913-1914)
- Sonata de Violoncelo (1914)
- Peça para crianças, para piano (1924)
- Peça para piano, em tempo de minueto (1925)
- Peça para Trio de cordas (1925)
- "Deutsche Tänze" (Danças Alemãs) por Schubert (1824), orquestrado por Webern (1932)